# Powiat Lubliniecki
Der Powiat Lubliniecki ist ein Powiat (Kreis) in der Woiwodschaft Schlesien in Polen. Er hat eine Fläche von 822 km², auf der etwa 76.500 Einwohner leben.

## Gemeinden
Der Powiat Lubliniecki umfasst eine Stadtgemeinde, eine Stadt-und-Land-Gemeinde und sechs Landgemeinden:

### Stadtgemeinde
- Lubliniec (Lublinitz)

### Stadt-und-Land-Gemeinde
- Woźniki (Woischnik)

### Landgemeinden
- Boronów (Boronow)
- Ciasna (Cziasnau)
- Herby
- Kochanowice (Kochanowitz)
- Koszęcin (Koschentin)
- Pawonków  (Pawonkau)

## Politik
Die Kreisverwaltung wird von einem Starosten geleitet. Seit 2006 ist dies Joachim Smyła vom Wahlkomitee „Verwaltungsunion des Lublinietzer Landes“.

### Kreistag
Der Kreistag besteht aus 19 Mitgliedern, die von der Bevölkerung gewählt werden. Die turnusmäßige Wahl 2024 brachte folgendes Ergebnis:
- Prawo i Sprawiedliwość (PiS) 27,3 % der Stimmen, 5 Sitze
- Wahlkomitee „Verwaltungsunion des Lublinietzer Landes“ 26,9 % der Stimmen, 5 Sitze
- Wahlkomitee „Gemeinden des Lublinietzer Landes“ 24,2 % der Stimmen, 3 Sitze
- Wahlkomitee „Ein Herz für den Landkreis“ 21,5 % der Stimmen, 4 Sitze

Die turnusmäßige Wahl 2018 brachte folgendes Ergebnis:
- Wahlkomitee „Gemeinden des Lublinietzer Landes“ 31,8 % der Stimmen, 6 Sitze
- Wahlkomitee „Verwaltungsunion des Lublinietzer Landes“ 27,5 % der Stimmen, 6 Sitze
- Prawo i Sprawiedliwość (PiS) 25,7 % der Stimmen, 5 Sitze
- Wahlkomitee „Lublinietzer Land“ 15,0 % der Stimmen, 2 Sitze

### Partnerschaft
Seit 2002 besteht eine Partnerschaft mit dem Landkreis Lörrach.